# اروین هان
اروین هان (انگلیسی: Erwin Hahn؛ زاده ۹ ژوئن ۱۹۲۱ – درگذشته ۲۰ سپتامبر ۲۰۱۶) یک فیزیک‌دان اهل ایالات متحده آمریکا بود.